# Alison Steadman
Alison Steadman (Liverpool, 26 agosto 1946) è un'attrice britannica.

## Biografia
Nata a Liverpool, in Inghilterra, è la più giovane di tre sorelle e figlia di Marjorie Evans e George Percival Steadman.
Ha studiato alla Childwall Valley High School for Girls, un liceo statale in un sobborgo di Liverpool, Childwall, e in seguito all'accademia teatrale East 15 Acting School dove, durante il suo secondo anno, ha conosciuto Mike Leigh.

### Teatro
Dopo aver lasciato l'accademia a Loughton, ha lavorato in vari teatri regionali, a partire da Lincoln, dove il suo primo ruolo fu quello della studentessa seducente Sandy in La strana voglia di Jean. Creò il ruolo della mostruosa Beverly in Abigail's Party di Mike Leigh, dove fu ripreso il cast originale televisivo. La Steadman apparve anche in The Rise and Fall of Little Voice, La gatta sul tetto che scotta, Entertaining Mr Sloane, La stanza di Marvin, Hotel Paradiso, e lavorò in altri teatri come il Royal Court Theatre, l'Old Vic, the l'Hampstead Theatre, il Nottingham Playhouse, l'Everyman Theatre di Liverpool e il Royal National Theatre. Ha interpretato il ruolo di Elmira nella produzione della Royal Shakespeare Company Il Tartufo di Molière. 

### Televisione
Ha lavorato in molti film TV e serie televisive britanniche tra cui The Singing Detective del 1986 e Orgoglio e pregiudizio del 1995, entrambe trasmesse con successo da BBC One.

## Premi e riconoscimenti
- Premiata come Miglior Attrice dalla National Society of Film Critics per Dolce è la vita nel 1992.
- Premiata con il Laurence Olivier Awards come Miglior Attrice per The Rise and Fall of Little Voice nel 1993.
- Nominata al Laurence Olivier Awards come Miglior Attrice per The Memory of Water in 1998.
- Nomination come Miglior attrice al premio BAFTA per Fat Friends nel 2001.
- Nomination come Miglior attrice al premio BAFTA per The Singing Detective nel 1987.

## Filmografia

### Cinema
- Shirley Valentine - La mia seconda vita (Shirley Valentine), regia di Lewis Gilbert (1989)
- Le avventure del barone di Münchausen (The Adventures of Baron Munchausen), regia di Terry Gilliam (1988)
- Clockwise, regia di Christopher Morahan (1986)
- P'tang, Yang - Kipperbang, regia di Jack Rosenthal (1982)
- Pranzo reale (A Private Function), regia di Malcolm Mowbray (1984)
- Dolce è la vita (Life Is Sweet), regia di Mike Leigh (1990)
- The King's Man - Le origini (The King's Man) regia di Matthew Vaughn (2021)

### Televisione
- Orgoglio e pregiudizio (Pride and Prejudice) - miniserie TV, 6 puntate (1995)
- Orphan Black - serie TV, 7 episodi (2015-2016)
- L'ispettore Barnaby (Midsomer Murders) - serie TV, episodio 18x02 (2016)